# Nationaal Park Tsjavasj Varmane
Nationaal Park Tsjavasj Varmane (Russisch: Национальный парк «Чаваш Вармане»; Tsjoevasjisch: «Чӑваш вӑрманӗ» наци паркӗ) is een nationaal park gelegen in de republiek Tsjoevasjië, in het centrale deel van Europees Rusland. De oprichting tot nationaal park vond plaats op 20 juni 1993 per decreet (№ 558/1993) van de regering van de Russische Federatie. Nationaal Park Tsjavasj Varmane heeft een oppervlakte van 252,02 km². De oprichting tot nationaal park vond plaats om de natuurlijke complexen in het centrum van de Wolgaregio in Tsjoevasjië te behouden.

## Kenmerken
Het gebied is voor 95,5% bebost en ligt op de overgangszone van de zuidelijke taiga en bossteppe. De belangrijkste bosvormende soorten zijn de grove den (Pinus sylvestris), ruwe berk (Betula pendula), zachte berk (Betula pubescens), esp (Populus tremula) en winterlinde (Tilia cordata). In mindere mate zijn ook de zomereik (Quercus robur), fijnspar (Picea abies) en zwarte els (Alnus glutinosa) aanwezig. In de ondergroei treft men vaak soorten als Gelderse roos (Viburnum opulus), hazelaar (Corylus avellana), rood peperboompje (Daphne mezereum) en sporkehout (Rhamnus frangula) aan. De bossen worden doorkruist door tal van rivieren en beken. De belangrijkste rivier is de Bezdna, een snelstromende rivier met helder, koud water en diepe draaikolken.

## Dierenwereld
In het nationaal park leven diersoorten die zowel kenmerkend voor de loof- en gemengde bossen, de bossteppezone als de taigazone zijn. Onder de zoogdieren bevinden zich soorten als bruine beer (Ursus arctos), eland (Alces alces), bunzing (Mustela putorius), Europese nerts (Mustela lutreola) en wild zwijn (Sus scrofa). Qua vogels is het nationaal park zeer gevarieerd. Zo leven hier onder meer het hazelhoen (Tetrastes bonasia), wespendief (Pernis apivorus), roodpootvalk (Falco vespertinus), dwergooruil (Otus scops), bijeneter (Merops apiaster), wielewaal (Oriolus oriolus), paapje (Saxicola rubetra) en de kruisbek (Loxia curvirostra).

## Toegankelijkheid
Het nationaal park bestaat uit vier zones met een verschillend beschermingsniveau. Ten eerste heeft het nationaal park een recreatieve zone die 55% van het oppervlak beslaat en speciaal is opengesteld voor toeristen. Vervolgens zijn er een economische zone (10%), een bufferzone (12%) en een strikt beschermde zone (23%). De laatstgenoemde is ingesteld om de natuurlijke staat van het gebied te waarborgen. Een bezoek aan de strikt beschermde gebieden is alleen mogelijk per begeleide excursie.